# 小阿尔贝特·施佩尔
小阿尔贝特·施佩尔，本名阿尔贝特·弗里德里希·施佩尔（德語：Albert Friedrich Speer，1934年7月29日—2017年9月15日），是一位德国建筑师和城市规划师。他的父亲阿尔贝特·施佩尔曾是阿道夫·希特勒的首席建筑师，后在二战期间担任纳粹德国装备与军火部长一职。小阿尔贝特·施佩尔的祖父也是一名建筑师。

## 生平
施佩尔于1964年收获第一个国际奖项，并开设了自己的办公室。1977年，他成为凯撒斯劳滕工业大学城市规划方面的教授。1984年，施佩尔在法兰克福创立了施佩尔设计所。施佩尔的事务所主持了2000年汉诺威世博会园区的设计。事务所还参与了慕尼黑申办2018年冬奥会的设计工作。
他曾为沙特阿拉伯设计刑事法庭。施佩尔的事务所2001年在上海设立办公室，规划了位于嘉定区安亭镇的上海国际汽车城，并作为2008年北京奥运会的首席设计师规划了北京中轴线。施佩尔的事务所也为2022年在卡塔尔举行的世界杯设计场馆。
施佩尔于2017年9月15日在德国法兰克福去世，享壽83岁。